# 알나슬
알나슬(Alnasl) 또는 궁수자리 감마²(γ² Sgr)는 황도대의 별자리인 궁수자리 방향에 있는 +3등급 밝기의 항성이다. 이 항성의 위치는 별자리의 켄타우로스 궁수가 든 활에서 화살 끝 부분에 해당된다. 히파르코스 미션이 얻은 시차 자료에 따르면 알나슬은 태양으로부터 약 96.9 광년(29.7 파섹) 떨어져 있다. 겉보기등급은 +2.98로 별자리에서 일곱 번째로 밝다.
알나슬의 북쪽으로 약 50 분각 떨어진 곳에 희미한 안시 동반성인 궁수자리 감마1이 있다. 후자는 겉보기 등급 4.7인 세페이드 변광성으로 변광성 명칭인 '궁수자리 W'도 갖고 있다.

## 명명법
궁수자리 감마²(γ² Sgr)는 이 별을 바이어 명명법으로 부른 이름이다.
이 별을 부르는 전통적인 명칭들로 알나슬(Alnasl. 나슬, 엘 나슬로도 부른다.), 누샤바(나시), 아왈 알 와리다가 있다. 알나슬은 아랍어 النصل '알-나슬', 누샤바는 아랍어 '주즈 알-나시샤바'에서 유래했으며 둘 다 '화살촉'이라는 뜻이다. 《알 악사시 알 무아케트 성표》에서 알나슬이 속해 있는 별자리의 명칭은 아랍어로 النعامة الواردة  '알 나아마 알 와리다'로 부르며 구성원은 알나슬 외에 궁수자리 델타, 엡실론, 에타별이다. 이들 중 알나슬 하나만을 부르는 명칭은 별자리 이름에서 파생하여 '아왈 알 와리다'로 부르며 그 뜻은 '물을 향해 내려가는 타조들 중 첫 번째'이다. 알나슬은 물을 마시기 위해 강(은하수)을 향해 내려가는 것으로, 다른 타조들(궁수자리 시그마, 피, 타우, 제타)은 다시 돌아오는 것으로 여겨졌다.
2016년 국제천문연맹은 항성들의 고유 명칭을 목록화 및 표준화할 목적으로 항성명칭 워킹그룹(WGSN)을 조직했다. WGSN은 2016년 8월 21일 알나슬 Alnasl  명칭을 공인했으며 현재 이 이름은 IAU 인증 항성명칭목록에 수록되어 있다.
궁수자리 감마²는 궁수자리 델타, 엡실론, 제타, 람다, 시그마, 타우, 피와 함께 찻주전자 별자리를 구성한다.
궁수자리 델타, 엡실론, 감마는 아카드어로 '제비'를 뜻하는 '신-눈-투', '눈-투' 또는 '시-누-누-툼'의 구성원이었다.
중화권에서 알나슬은 궁수자리 델타, 엡실론, 에타와 함께 기(箕)를 구성하고 있다. 이들 중 알나슬 하나만을 일컫는 명칭은 기수1(箕宿一)이다.

## 특징
분광형 K1 III으로 미루어 보아 이 별은 거성으로 태양 반지름의 12 배 크기로 확장되어 있다. 알나슬은 중심핵에 있는 수소를 소진하여 주계열 단계를 떠나 진화한 상태이다. 항성을 이루는 물질들 중 수소와 헬륨을 제외한 원소들의 비중을 천문학자들은 '항성의 중원소 함량'이라고 말하는데 알나슬은 이 수치가 태양보다 낮다. 별 광구의 유효 온도는 4760 켈빈으로 태양의 5778 켈빈보다 낮다. 이처럼 낮은 온도 때문에 알나슬은 K형 항성의 특징인 오렌지색 빛을 띤다.